# Департамент азартних ігор Арізони
Департамент азартних ігор Аризони (Arizona Department of Gaming або ADG) — це ігровий контрольний комітет в Аризоні, який забезпечує нагляд за ігровою індустрією штату.

## Історія
Департамент створено законодавчим органом штату Аризона 1995 року для регулювання зростаючої ігрової індустрії штату.
2015 року законодавець закріпив Департамент перегонів під управлінням Департаменту ігор.

## Діяльність
Департамент азартних ігор в Аризоні регулює ігрові операції штату, комерційні перегони та офіційні парі, а також бокс та бойові мистецтва. Він слідкує за виконанням законів, що забороняють незаконні та несанкціоновані ігри, а також співпрацює з правоохоронними органами для розслідування порушень. Департамент також управляє Аризонським управлінням проблемних азартних ігор (OPG), яке забезпечує та підтримує лікування та профілактику проблемних азартних ігор.
Ігрові операції в резерваціях корінних американців штату регулюються ігровими договорами між племенами та штатом. Департамент співпрацює з 21 племенем корінних американців штату для нагляду за їхніми казино. В Аризоні є 16 племен, що мають у 23 казино. Інші 5 племен не мають казино, але мають права на ігрові автомати, які вони можуть здати в оренду іншим племенам.

## Фінансування
Департамент азартних ігор в Аризоні не отримує податкових надходжень або державних коштів, незважаючи на те, що він є державним органом. Нагляд за корінними американськими ігровими операціями фінансується 21 племенем за допомогою ігрових угод.. Регулювання перегонів фінансується Фондом регулювання змагань, який в основному складається з доходів від оцінок регуляторних ставок.